# Let the Sabbath Begin
Let the Sabbath Begin è un doppio album dei Death SS, pubblicato nel 2001 dall'etichetta discografica Lucifer Rising.
Contiene alcune canzoni inedite registrate in studio e molti brani proposti dal vivo.

## Tracce
1. Let the Sabbath Begin (single version)
2. Rim of Hell (cover dai D.A.D.)
3. Let the Sabbath Begin (remix version)
4. Hymn of the Satanic Empire
5. Ishtar (remix version)
6. Let the Sabbath Begin (live)
7. Baphomet (live)
8. Lady of Babylon (live)
9. Baron Samedi (live)
10. Equinox of the Gods (live)
11. Ishtar (live)
12. Black & Violet (live)
13. Inquisitor (live)
14. Cursed Mama (live)
15. Chains of Death (live)
16. Where Have You Gone? (live)
17. Family Vault (live)
18. Scarlet Woman (live)